# Anatoli Dmitrijewitsch Golownja
Anatoli Dmitrijewitsch Golownja (russisch Анатолий Дмитриевич Головня; * 2. Februar 1900 in Simferopol; † 25. Juni 1982 in Moskau) war ein sowjetischer Kameramann.

## Leben
Golownja war ein ständiger Mitarbeiter des Regisseurs Wsewolod Pudowkin und galt neben Eduard Tisse und Andrei Moskwin als der bedeutendste Kameramann des frühen sowjetischen Kinofilms. Er studierte zu Beginn der 20er Jahre an der staatlichen Filmhochschule WGIK in Moskau, Fachrichtung Kameratechnik. 1925 holte WGIK-Absolvent Pudowkin Golownja zu sich.
Ab Beginn beider Karrieren bildeten Golownja und Pudowkin ein festes Team. Golownja verstand es, Pudowkins Inszenierungen durch seine Bilder eine neue, revolutionäre Dramatik zu verleihen. Seine Kameraeinstellungen zeigten vor allem bei Die Mutter, Das Ende von Sankt Petersburg und Sturm über Asien ihre stärkste gestalterische Kraft. Hingegen passten sich seine Tonfilmbilder in der Stalin-Ära mehr und mehr den zu dieser Zeit geforderten Gestaltungsprinzipien sozialistischer Monumentalität und Schaupracht an.
Golownja, der zu Dreharbeiten 1928 (Fjodor Ozeps Der lebende Leichnam) und 1931 (Wsewolod Pudowkins Desertir) auch zweimal nach Deutschland gekommen war, arbeitete neben seiner praktischen Tätigkeit auch in der Filmtheorie. So lehrte er ab 1934 an der WGIK, ab 1939 im Rahmen einer Professur. Seit dem Ende des Zweiten Weltkriegs veröffentlichte Golownja auch mehrere Bücher über Kamerakunst und Kameratechnik.

## Filmografie
- 1925: Кирпичики (Kirpitschiki)
- 1925: Schachfieber (Шахматная горячка) (Schachmatnaja gorjatschka)
- 1925: Die Mechanik des Gehirns (Механика головного мозга) (Mechanika golownowo mosga) (Dokumentarfilm)
- 1926: Die Mutter (Мать) (Mat)
- 1927: Das Ende von Sankt Petersburg (Конец Санкт-Петербурга) (Konez Sankt-Peterburga)
- 1927: Der Kellner aus dem Palast-Hotel (Человек из ресторана) (Tschelowek is restorana)
- 1928: Sturm über Asien (Потомок Чингисхана) (Potomok Tschingischana)
- 1929: Der lebende Leichnam
- 1931–1933: Der Deserteur (Дезертир)
- 1938: Победа (Pobeda)
- 1939: Минин и Пожарский (Minin i Poscharski)
- 1940: Suworow (Суворов) (Suworow)
- 1941: Пир в Жермунке (Pir w Schermunke) (Dokumentarfilm)
- 1942: Неуловимый Ян (Neulowimy Jan)
- 1946: Admiral Nachimow (Адмирал Нахимов) (Admiral Nachimow)
- 1950: Beherrscher der Luft (Жуковский) (Schukowski)